# Rhinoclemmys areolata
Rhinoclemmys areolata är en sköldpaddsart som beskrevs av de franska zoologerna Auguste Duméril, André Marie Constant Duméril och Gabriel Bibron 1851. Rhinoclemmys areolata ingår i släktet Rhinoclemmys och familjen Geoemydidae. IUCN kategoriserar arten globalt som nära hotad. Inga underarter finns listade i Catalogue of Life.
Arten förekommer i Centralamerika från södra Mexiko till Guatemala och troligen även i Honduras.